# Tissot (horlogemerk)

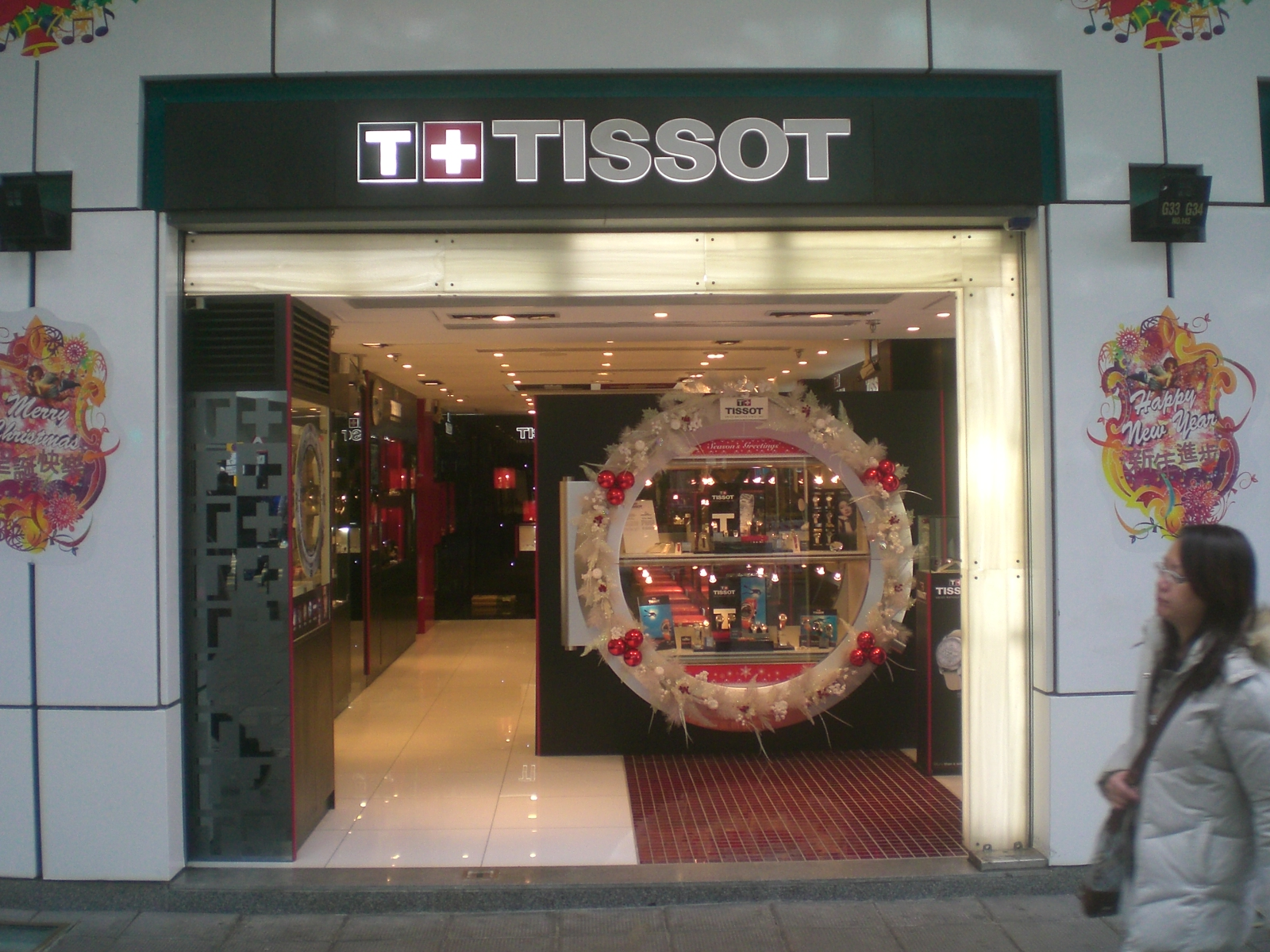
Tissot-winkel in Hongkong

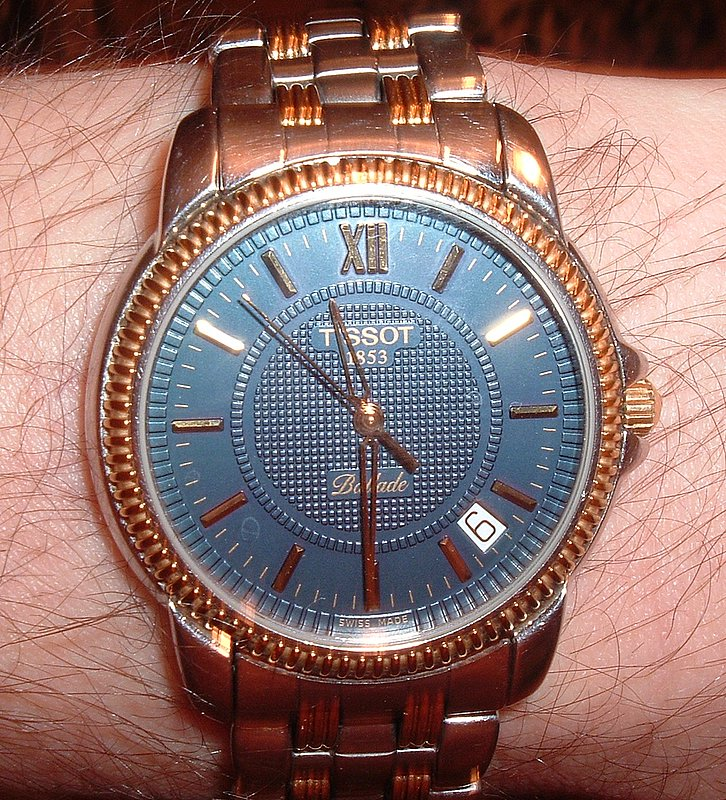
Tissot Ballade

Tissot is een luxe Zwitsers horlogemerk, opgericht in 1853 in Le Locle door Charles-Félicien Tissot en zijn zoon Charles-Émile Tissot.

## Geschiedenis
Charles-Émile Tissot wilde het bedrijf groter maken en ook buiten Zwitserland bekendheid verkrijgen. Nog voor de oprichting van het bedrijf en tijdens zijn studie voor horlogemaker reisde hij in 1848 al naar de Verenigde Staten. In 1858 vertrok hij richting Rusland, waar de Savonette-zakhorloges goed verkochten. Ook ging hij naar de Verenigde Staten en Latijns-Amerika waar het bedrijf vanaf 1866 commercieel actief was. Intussen bleek Tissot ook in Europa succesvol en won meerdere medailles op de wereldtentoonstellingen van 1900 (Parijs) en 1894 (Antwerpen). Ook won het bedrijf in 1900 een grand prix op de grote tentoonstelling in Parijs.
In 1930 ging Tissot samenwerken met Omega en de Tissot-Omegahorloges uit die tijd zijn verzamelobjecten geworden.
Sinds 1983 is Tissot onderdeel van de Swatch Group en met verkooppunten in meer dan 150 landen is het de grootste horlogeproducent en -distributeur in de wereld.
Tissot is officieel tijdwaarnemer bij verschillende wereldkampioenschappen, zoals wielrennen, motorraces, schermen en ijshockey.